# Richard Maß
Richard Maß (* 6. Dezember 1837 in Anklam; † 1917) war ein deutscher Richter und Parlamentarier.

## Leben
Richard Maß studierte von 1856 bis 1859 Rechtswissenschaften an der Friedrich-Wilhelms-Universität Berlin, der Rheinischen Friedrich-Wilhelms-Universität Bonn und der Schlesischen Friedrich-Wilhelms-Universität Breslau. Er wurde 1856 im Corps Marchia Berlin und 1857 im Corps Palatia Bonn recipiert. Nach dem Studium schlug er die Richterlaufbahn ein. 1868 wurde er Kreisrichter in Kammin in Pommern. 1875 wurde er Kreisrichter in Anklam, später Kreisgerichtsrat und 1879 Amtsgerichtsrat. Nach seiner Pensionierung lebte er als Amtsgerichtsrat a. D. weiterhin in Anklam.
Maß wurde 1873 als Abgeordneter des Wahlkreises Stettin 1 (Demmin, Anklam, Usedom-Wollin, Ueckermünde) für die 12. Legislaturperiode in das Preußische Abgeordnetenhaus gewählt. Am 20. März 1875 verlor er sein Mandat durch Beförderung, wurde aber 1876 für die 13. Legislaturperiode im selben Wahlkreis wiedergewählt und gehörte dem Parlament bis 1879 an. Er gehörte der Fraktion der Nationalliberalen Partei an.